# Manjul Bhargava
Manjul Bhargava (* 8. srpen 1974, Hamilton) je kanadsko-americký matematik indického původu. Je profesorem matematiky na Princetonské univerzitě (od 2003) a univerzitě v Leidenu (od 2010). Je také mimořádným profesorem v Indickém ústavu technologie v Bombaji. Proslavil se především svými příspěvky k teorii čísel. Za ně také získal roku 2014 prestižní Fieldsovu medaili. Narodil se v Kanadě indickým imigrantům, ale vyrůstal hlavně na Long Islandu v New Yorku. Jeho matka je rovněž matematičkou a k matematice ho také přivedla. Bakalářský titul z matematiky získal roku 1996 na Harvardu, doktorát si udělal v Princetonu. Od svého dědečka se naučil sanskrt a je milovníkem sanskrtské literatury.